# Battlefield 1
Battlefield 1 es un videojuego de disparos y acción bélica en primera persona. El título fue desarrollado por EA Digital Illusions CE y distribuido por Electronic Arts para PlayStation 4, Xbox One y Microsoft Windows. Es el décimo tercer juego de la serie Battlefield y el primer título de la serie que se ambienta en la Primera Guerra Mundial por Electronic Arts desde Wings of Glory en 1994. El juego fue confirmado en mayo de 2016 por Electronic Arts. Su lanzamiento ocurrió el 21 de octubre de 2016. 
Después de su lanzamiento, Battlefield 1 ha recibido muy buenos comentarios por parte de los críticos y ha sido visto como una mejora sobre los anteriores Battlefield 4 y Battlefield Hardline, alabando sobre todo a su tema en la Primera Guerra Mundial, su modo multijugador, contenido visual y campaña para un jugador. Fue un éxito comercial, vendiendo más de 15 millones de copias. El siguiente título de la serie Battlefield fue Battlefield V, lanzado en todo el mundo el 20 de noviembre de 2018.

## Jugabilidad
Similar a anteriores entregas de la serie, Battlefield 1 es un Videojuego de disparos en primera persona que enfatiza el trabajo en equipo. 
El juego se ambienta en el periodo de la Primera Guerra Mundial, y está inspirado en eventos históricos. Los jugadores pueden usar armas de la Primera Guerra Mundial, incluyendo fusiles de cerrojo, fusiles automáticos y semiautomáticos, artillería, lanzallamas, y gas mostaza contra los enemigos.
El combate cuerpo a cuerpo fue rediseñado por DICE, introduciendo un nuevo combate cuerpo a cuerpo con armas como: sables, mazos de trinchera, y palas. Estas armas cuerpo a cuerpo se dividieron en dos grupos: pesadas y ligeras. Los jugadores pueden tomar también el control de varios vehículos armados, incluyendo tanques (pesados y ligeros), camiones blindados, cazas biplanos, acorazados y zepelines, así como montar caballos en batalla. Ambientes destructivos y personalizaciones de armas, que estuvieron presentes en anteriores juegos, están presentes en Battlefield 1 y fueron más dinámicos.
De acuerdo con el diseñador del juego, Daniel Berlin, el modo campaña tiene ambientes grandes y más amplios que en anteriores entregas de la franquicia, con más opciones y diferentes caminos para completar los niveles y acceder al combate. Los jugadores pueden controlar varios personajes en la campaña. En el prólogo, si el jugador muere,tomará el control de otro soldado y tendrá otro papel en la batalla, en vez de volver al punto de control. Estos papeles pueden variar desde un artillero de tanque a un soldado con lanzallamas hasta un fusilero. Cuando muere, el nombre de ese soldado aparece en la pantalla, con su año de nacimiento. Esto solo ocurre en el prólogo, ya que en el resto de historias de guerra, el jugador controla solo a un soldado.
A diferencia de sus predecesores, las características del juego son una colección de historias de guerra, similares a una antología.

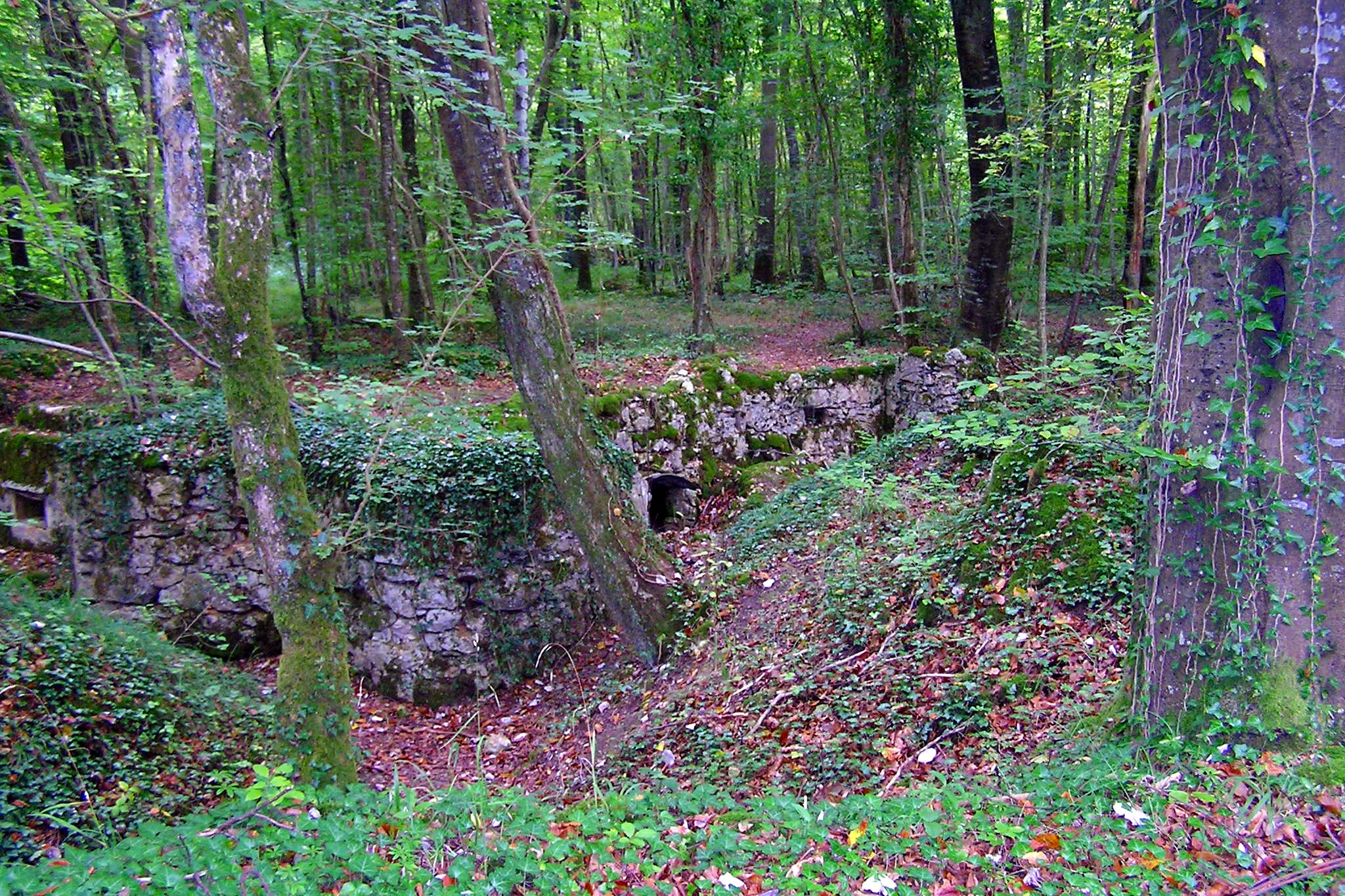
El bosque de Argonne, lugar utilizado para el mapa Bosque de Argonne y para la Operación "Conquistar el Infierno"

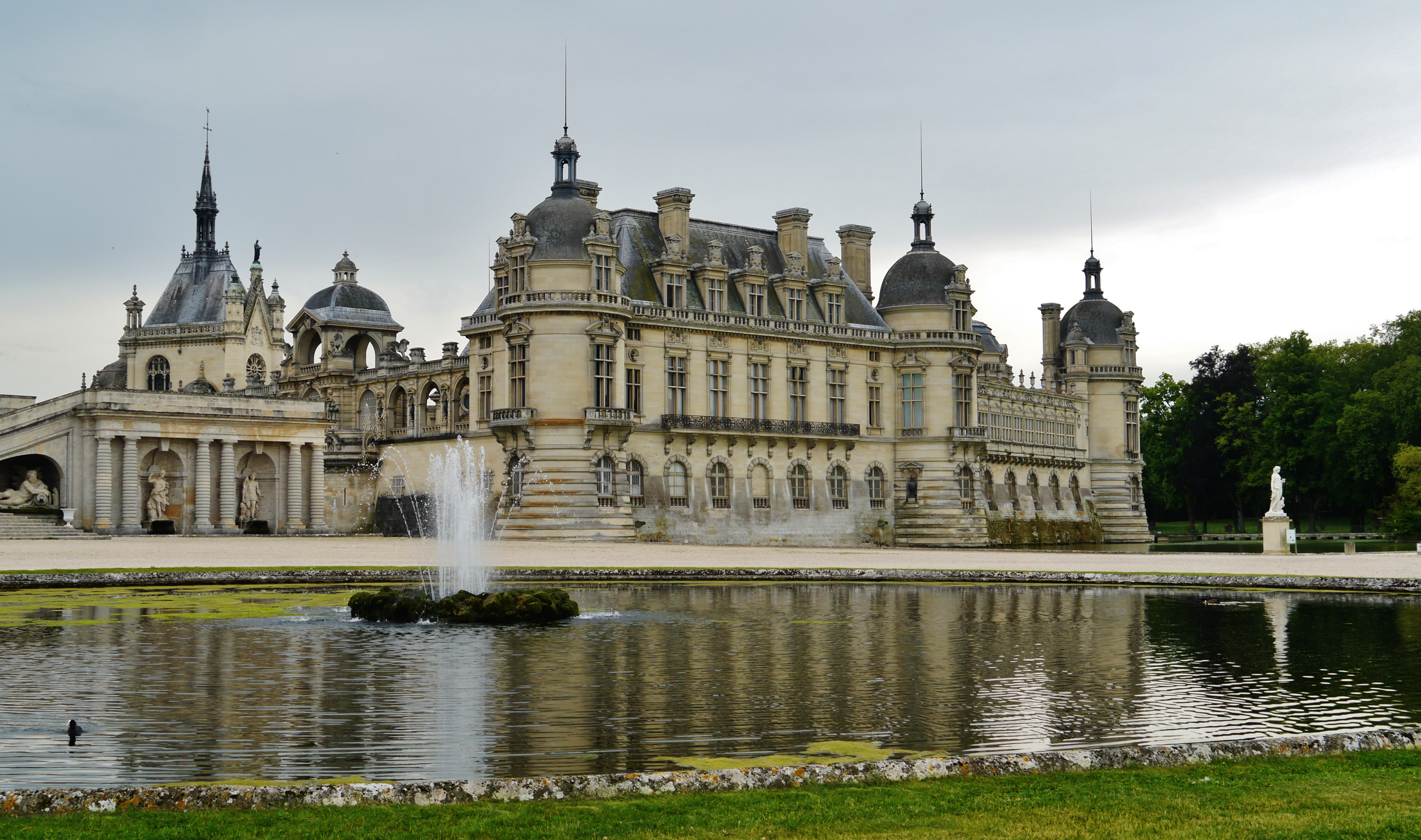
El Château de Chantilly, lugar recreado en el mapa "Asalto al salón de baile".

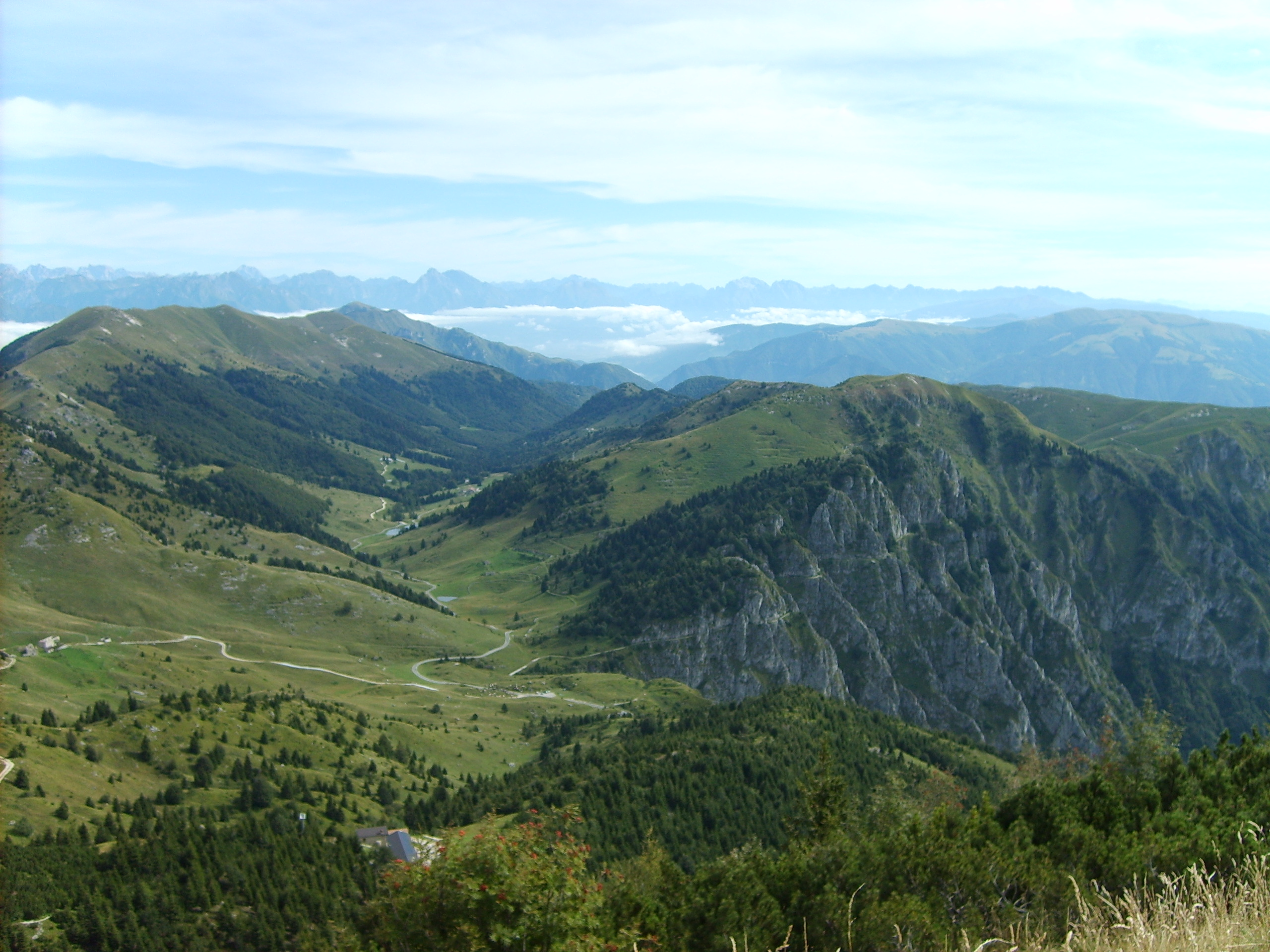
Vista del Monte Grappa, escenario del mapa Monte Grappa y de la operación "Muros de Acero".

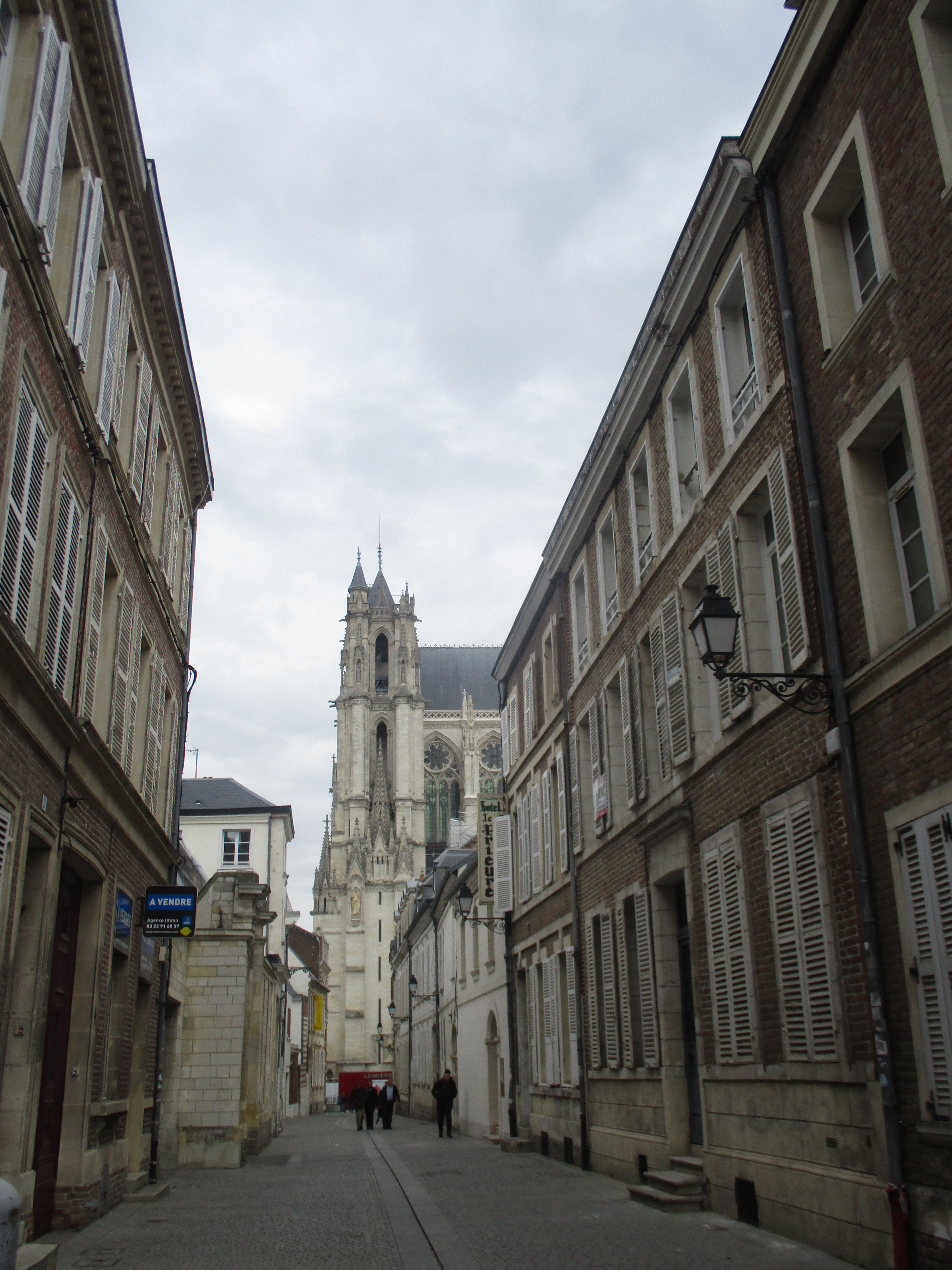
Amiens.

El multijugador del juego está planeado para soportar hasta 64 jugadores. El nuevo sistema de patrullas deja que un grupo de jugadores entre y deje el servidor del juego juntos. De acuerdo con Daniel Berlin, jugar sin unirte a una patrulla haría el juego significativamente más difícil. Los mapas multijugador están basados en lugares alrededor del mundo, incluyendo Arabia, el Frente Occidental, y los Alpes. El modo multijugador contaba al lanzamiento del juego, con nueve mapas y seis modos de juego, que incluyen Conquista, Dominación, Operaciones, Asalto, Duelo por Equipos, y Palomas de guerra, (en donde los jugadores deben asegurar palomas de guerra y usarlas para avisar de un ataque de artillería). Los nueve mapas que incluía el juego estándar son: "Asalto al salón de baile", "Bosque de Argonne", "Fortaleza de Fao", "Suez", "La herida de San Quintín", "Desierto del Sinaí", "Amiens", "Monte Grappa" y "La frontera del Imperio".

### Clases
En las características del multijugador puedes elegir diferentes clases.
- Asalto: La principal clase anti vehículos. Los jugadores de asalto tienen subfusiles y escopetas a su disposición, además de granadas y un cañón antitanque.

- Médico: La clase médica está principalmente basada en curar y revivir compañeros de equipo. Las armas principales en la clase son fusiles semiautomáticos.

- Apoyo: Los soldados de apoyo tienen ametralladoras ligeras a su disposición. También contribuyen al equipo reponiendo la munición de los compañeros y reparando vehículos.

- Exploradores: Los exploradores principalmente usan fusiles de cerrojo estándar, sin embargo también pueden usar armas accionadas por palanca como el M1895 ruso y el Martini-Henry y fusiles semiautomáticos. El explorador también ayuda a su equipo detectando enemigos utilizando una pistola de bengalas o un periscopio, lo que sitúa a los enemigos en el mapa.

- Conductor de tanque: Los jugadores que elijan un tanque automáticamente utilizarán la clase de conductor de tanque. La clase es nueva en la serie, y contiene una herramienta que puede reparar vehículos.

- Piloto: Los jugadores que eligen un avión directamente tienen la clase de piloto. Fuera de los aviones, los pilotos tendrán acceso a pistola-carabinas y una escopeta recortada.

- Caballería: Los jugadores que eligen aparecer sobre un caballo tendrán la clase de caballería. Esta clase dispone de un fusil Winchester Modelo 1895 y también puede elegir entre una lanza o una espada. Además la clase de caballería puede abastecer de munición y botiquines.

- Élite: Las clases de élite se localizan en puntos específicos del campo de batalla, y permiten utilizar armas especiales. La clase tiene diferentes variaciones como:

Centinela: Se trata de un soldado con una armadura el cual dispone de una ametralladora MG 08/15 o subfusil Villar-Perosa.
Cazatanques: El Cazador de tanques va armado con un fusil antitanque Mauser 1918 T-Gewehr, el cual inflige gran daño a los vehículos.
Soldado lanzallamas: Soldado de élite con equipado con un potente lanzallamas.
Soldado infiltrado: El Infiltrado va vestido de camuflaje y goza de un impulso de sprint permanente, muy apropiado a la hora de cruzar las líneas enemigas. Además, tiene un heliógrafo, un punto móvil de despliegue, que se puede desplegar en ubicaciones específicas y permite al equipo organizarse rápidamente y rodear al enemigo. El Infiltrado dispone de un lanzagranadas Martini-Henry y la escopeta recortada, además puede solicitar un gran ataque de artillería con la pistola de bengalas.
Asaltante de trincheras: Es un soldado con armadura que dispone de una maza de pinchos y un S&W Modelo 3, además esta equipado con un botiquín y granadas de humo.

## Campaña
Durante la campaña, el jugador controla seis diferentes personajes desde una vista en primera persona en seis capítulos diferentes. A diferencia de campañas anteriores, la historia del modo un jugador de Battlefield 1 está compuesta por seis separadas “historias de guerra”, cada una enseñándolo desde los ojos de soldados separados de diferentes nacionalidades, “Tormenta de Acero”- el prólogo del juego está basado en Francia desde los ojos de diferentes Harlem Hellfighters, “Barro y sangre” - basado en Francia, desde los ojos de un conductor de tanques británico, “Amigos de altos vuelos” - Francia e Inglaterra, como un piloto de combate del Real Cuerpo del Aire, “Avanti Savoia” - en Italia, como un triste superviviente y miembro de los Arditi, avanzando ante las posiciones austrohúngaras al pie del Monte Grappa. “El mensajero” - en la Península de Gallipoli, (la parte europea de Turquía) como un mensajero del Anzac, y "Nada está escrito” - basado en Mesopotamia desde los ojos de una guerrera Beduina bajo el mando de Lawrence de Arabia.

### Argumento

#### Storm of Steel/Tormenta de Acero (prólogo)
El prólogo, basado en 1918, enseña al jugador como tomar el control de diferentes miembros de los Harlem Hellfighters mientras defienden sus posiciones contra una ofensiva alemana en Francia. El jugador empieza cerca de la línea de combate y debe sobrevivir tanto como sea posible contra oleadas de soldados alemanes. Si el jugador muere, la perspectiva del juego pasa a otro soldado. Durante el curso del juego, un narrador sin nombre (uno de los Harlem Hellfighters) da un comentario sobre la naturaleza de la guerra mientras la batalla continúa.
Al principio de la batalla, los Harlem Hellfighters inicialmente pierden terreno contra los alemanes, pero la fuerza de tanques británica lleva a las tropas alemanas a la retirada hasta que los tanques son detenidos por la artillería. Los Harlem Hellfighters montan una contraofensiva y empujan el frente hacia adelante, sosteniendo bajas mientras los alemanes mantienen su terreno. Cuando el jugador cambia la perspectiva hasta el último soldado en el juego, un soldado alemán intenta matar al jugador, pero es detenido por una descarga de artillería que barre a todos los combatientes del campo de batalla y deja al jugador inconsciente. Cuando el jugador recupera la consciencia, parece ser el único superviviente, pero rápidamente encuentra a un rival alemán. Aunque los dos apuntan sus armas entre ellos, el agotamiento y la fatiga de ambos hace inútil la situación, forzando a los dos combatientes a bajar sus armas. El juego entonces procede a la introducción cinemática que abre las otras historias de guerra.

#### Through Mud and Blood/A Través del Lodo y la Sangre
Basada en otoño de 1918 durante la Batalla de Cambrai en la Ofensiva de los Cien Días, los jugadores asumen el rol de Danny Edwards, un ex chófer que se enlista en la guerra como un conductor de tanque británico. Edwards es asignado a un tanque Mark V apodado “Black Bess”, y conoce al resto de la tripulación: Townsend, el comandante; McManus, un cínico artillero que duda de las habilidades de Edwards y de la probabilidad de éxito de la tripulación; y los amigos mecánicos/artilleros, Pritchard y Finch.
La tripulación debe penetrar en las líneas alemanas para alcanzar la ciudad francesa de Cambrai, y ayudar a capturar posiciones estratégicas y destruir las baterías de artillería. Finch muere pronto mientras intenta reparar el tanque, y más tarde, el tanque se atasca en el lodo y es rodeado por la infantería alemana. Townsend decide pedir una descarga de artillería en su posición con la paloma mensajera para salvar el tanque, que McManus protesta vehementemente. Pritchard es asesinado intentando lanzar la paloma, forzando a Edwards a hacerlo, lo que habilita a la artillería británica salvar el tanque. Encontrando espesa niebla en el bosque, Edwards actúa como un explorador delantero para guiar al tanque. Limpiando el bosque, el tanque se encuentra obstruido con problemas mecánicos, y Townsend envía a Edwards y McManus para recuperar bujías de tanques británicos capturados por los alemanes. McManus expresa su desdén con las órdenes y abandona la misión. Sin embargo, McManus tiene un cambio de opinión más tarde y vuelve justo a tiempo para salvar a Edwards de un soldado alemán.
Con el tanque reparado, la tripulación procede a la estación de tren defendida por fuerzas alemanas. Sin embargo Bess es el único tanque británico en el área, la tripulación ataca la estación de tren engañando a los alemanes de que piensen que una gran ofensiva británica está en camino. Eliminando a las fuerzas alemanas en la estación de tren, el tanque procede hacia Cambrai, pero es inmovilizado por la artillería y atacado por soldados alemanes. Edwards y McManus son heridos defendiendo el tanque, y un herido Townsend se sacrifica encendiendo una fuga de gasolina dentro del tanque, suicidándose y matando a los alemanes. Con Bess destruido y Edwards y McManus como únicos supervivientes, los dos proceden a pie hacia Cambrai. Cerrando subtítulos se indica que con la participación de más de 300 tanques en la Batalla de Cambrai, la guerra terminó un mes después.

#### Friends in High Places/Amigos de Altos Vuelos
En esta historia, basada en la primavera de 1917, el jugador controla a Clyde Blackburn, un piloto estadounidense y jugador con un hábito de conducta engañosa. Temprano, Blackburn charla con George Rackham, un piloto de la nobleza británica, en un juego de cartas y le roba el último modelo de avión (un Bristol F.2 Fighter). Haciéndose pasar por Rackham, Blackburn se presenta al copiloto de Rackham, Wilson, y los dos parten en un ejercicio aéreo. Durante el ejercicio, una aeronave alemana les embosca al dúo, y los dos pilotos toman fotografías de un depósito de munición alemán con el que tropiezan después de luchar con el enemigo. Aunque Wilson es reacio a enseñar las fotos al Comandante británico con el miedo de ser acusado de insubordinación, Blackburn lo engatusa para que lo haga con el prospecto de ganar medallas. Wilson acepta a la condición de Blackburn si le trae sano de futuras misiones.
Blackburn y Wilson escoltan a los bombarderos británicos a un asalto al depósito de munición alemán fotografiado. Aunque el depósito es destruido, Blackburn y Wilson son derribados y se separan. Blackburn se escabulle entre las líneas alemanas y descubre a Wilson herido. Sabiendo que no va a ser capaz de volver a las líneas británicas cargando a Wilson, Blackburn contempla poner final al sufrimiento de su compañero, pero cambia de opinión cuando Wilson revela la verdadera identidad de Blackburn después de todo. Blackburn lleva a Wilson entre la tierra de nadie a las líneas amigas, pero es detenido por policías militares británicos bajo las órdenes de Rackham por haber usurpado su identidad.
De camino al consejo de guerra en Londres, el buque que transporta a Blackburn, Rackham y Wilson es atacado por un escuadrón de aviones enemigos, que mata a Rackham. Blackburn y Wilson tripulan un avión y rechazan el ataque aéreo. Blackburn y Wilson estrellan el avión contra un zepelín alemán y usan su cañón antiaéreo para destruir otros zepelines alemanes. Los dos pilotos saltan al río Támesis después de que su zepelín se desploma contra el suelo. La historia termina con Blackburn escalando el río desarmado, reflejando sus experiencias. Él observa que las cuentas mezcladas de sus hazañas pueden surgir debido a la naturaleza confusa de la guerra, pero sugiere que su versión de los acontecimientos es la verdad. La historia termina con una nota ambiciosa dejando la pregunta abierta si los eventos de la historia ocurrieron realmente como lo hicieron ellos.

#### Avanti Savoia
Desarrollándose durante el otoño de 1918 en los Dolomitas, cerca del norte de Italia, los jugadores asumen el rol de Luca Vincenzo Cocchiola, un miembro de la unidad italiana Arditi. La historia es transmitida por un anciano Luca, años después de la guerra, recontando sus memorias a su hija estadounidense en su cumpleaños. Él y su hermano gemelo, Matteo, tomaron parte en la mayor ofensiva para capturar una fortaleza austrohúngara. Mientras Matteo toma parte en el principal empuje de la ofensiva, la unidad de Luca juega un papel auxiliar, eliminando barreras a las principales fuerzas avanzadas. Vistiendo una armadura pesada, Luca comanda el asalto sobre posiciones austrohúngaras clave, capturando puntos fuertes, destruyendo una pieza de artillería, y frustrando un asalto aéreo enemigo.
Desesperados, los bombarderos austrohúngaros desencadenan un deslizamiento de tierra para obstruir la ofensiva italiana. Desesperado por salvar a su hermano, Luca se pone en marcha solo hacia el campo de batalla para encontrar la unidad de su hermano. A lo largo del camino, él ayuda unidades italianas atrapadas y empuja hacia la dirección del fuerte enemigo. Después de limpiar el fuerte, Luca encuentra los restos de la unidad de su hermano y tropieza con su hermano difunto; con mucho pesar y consternación. En la actualidad, un apenado Luca le ofrece a su hermano una despedida y feliz cumpleaños, mientras que un subtítulo concluyente afirma que la guerra afectó tanto a los estados-nación e imperios, así como a las familias, con los supervivientes y los difuntos de la guerra llamados "Generación Perdida".

#### The Runner/El Mensajero
Ambientado durante la Campaña de Gallipoli de 1915, el jugador asume el papel del corredor de mensajes australiano, Frederick Bishop. La historia comienza con Bishop encontrándose con el joven Jack Foster, quien dice que es el nuevo cargo de Bishop. Aunque inicialmente cínico, Bishop reluctantemente se relaja y toma a Foster bajo su ala, pero le dice a Foster que se abstenga de la batalla debido a su inexperiencia. Bishop atormenta las playas de Gallipoli y captura una posición estratégica del enemigo. Bishop dispara una llamarada para significar la captura de la posición, pero es sobresaltado por un Foster solitario, que desobedeció el mandato de Bishop para moverse sólo con el resto de las fuerzas aliadas. Bishop regaña a Foster por su ingenuidad y visión de la guerra como una actividad gloriosa, dado que Foster había mentido acerca de su edad para alistarse. Foster se horroriza al ver la carnicería a su alrededor, pero Bishop suaviza su retórica y tranquiliza a Foster de que estarán bien.
Al día siguiente, Bishop se ofrece voluntario como un corredor en lugar de Foster, a quien Bishop considera inexperto para la tarea. Bishop regresa al campamento para entregar un mensaje y es salvado por Foster, quien dispara a un soldado otomano cercano. El oficial británico Whitehall despacha a Bishop para ordenar de nuevo que los británicos intenten avanzar más lejos. Bishop encuentra el mando de retaguardia desierto, y descubre que los británicos planean retirarse y cubrir la retirada con fuego de artillería. Recordando que Foster todavía está en la línea de frente, Bishop se apresura a recuperarlo. Al encontrar a Whitehall, Bishop descubre que Foster se ha unido a un asalto contra una fortaleza otomana. Bishop decide perseguir a Foster, mientras que un apenado Whitehall permite a Bishop desobedecer la orden de retirada para recoger a Foster.
Bishop encuentra a Foster y le informa del inminente ataque de artillería, pero el joven australiano dice que no pueden retirarse debido a sus heridos. Bishop ataca el fuerte para cubrir la retirada, pero le dice a Foster que dispare una llamarada cuando la retirada esté completa para que él pueda retirarse. Bishop captura la fortaleza y es gravemente herido en el proceso, pero ve la llamarada de Foster y se siente aliviado de que el retiro tuvo éxito. La historia termina cuando los buques de guerra británicos bombardean el fuerte, presumiblemente matando a Bishop. Los subtítulos de clausura indican que los otomanos ganaron finalmente la Batalla en Gallipoli, y varios supervivientes notables encabezaron una Turquía de la posguerra. Las tropas australianas y neozelandesas lucharon en Gallipoli bajo sus propias banderas, distinguiéndose en combate.

#### Nothing is Written/Nada Está Escrito

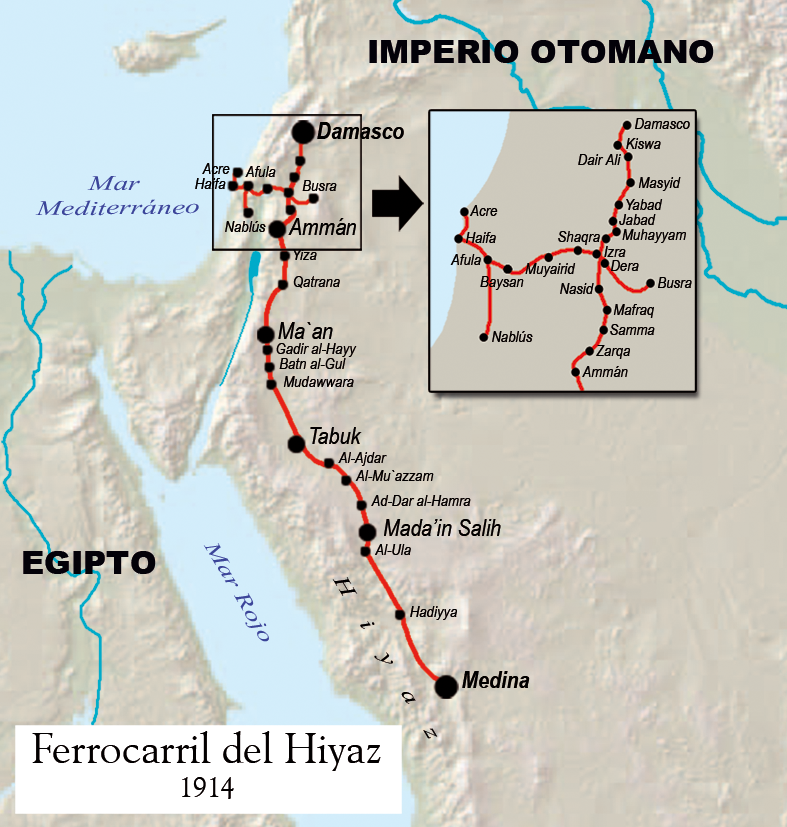
Tren del Hiyaz,correspondencia real del tren de "Nada está escrito"

Tomando parte en la primavera de 1918, los jugadores asumen el control de Zara Ghufran, una rebelde beduina que trabaja directamente con el oficial de inteligencia británico T.E Lawrence mientras luchan para debilitar la ocupación otomana de la Península arábiga. Zara se infiltra en un tren otomano descarrilado y recupera un manual con claves de comunicación otomanas. Aunque es atrapado por Tilkici, un oficial otomano, Zara es rescatada por Lawrence y varios insurgentes beduinos. Zara y Lawrence deciden interrogar a Tilkici sobre cómo usar el manual de claves para atraer al Canavar, un tren blindado otomano, a una trampa, pero Tilkici se burla de que los rebeldes no triunfarán.
Tras haber interrogado a Tilkici, los rebeldes descubren que deben usar cápsulas de mensajes en poder de tres oficiales otomanos para detener el tren. Zara procede a solas, infiltrándose con éxito en territorio otomano para liberar dos cápsulas de mensaje por paloma mientras que elimina a los comandantes otomanos. Sin embargo, mientras se prepara para liberar la tercera cápsula, Tilkici la deja inconsciente, que logró escapar de Lawrence. Tilkici arrastra a Zara en el desierto y se burla, habiendo ordenado ya que el Canavar ataque la ubicación de Lawrence. Sin embargo, Zara mata a Tilkici antes de que pueda ejecutarla.
Volviendo con Lawrence, que sobrevivió al ataque trasladándose después de la fuga de Tilkici, Zara y Lawrence deciden atacar el tren blindado mientras se detiene para abastecerse. Zara se infiltra en el pueblo donde el Canavar se detiene, y destruye segmentos de las vías para impedir el movimiento del tren. Zara y los rebeldes destruyen el tren en una intensa batalla, poniendo fin a la amenaza a sus fuerzas. Después de haber logrado su "venganza" contra el Canavar, Zara se une a Lawrence para atacar a objetivos en el Canal de Suez. Los subtítulos de cierre indican que, aunque los otomanos perdieron la guerra, los británicos y los franceses se negaron a conceder a los árabes plena autonomía y que la guerra por el petróleo continúa hasta nuestros días.

## Contenido descargable de pago

### They Shall Not Pass
En diciembre de 2016, DICE anunció la primera gran expansión de Battlefield 1, They Shall Not Pass, que se lanzó el 14 de marzo de 2017 con un período de exclusividad de dos semanas para los titulares de Premium. Se centra en la nueva facción jugable, el ejército francés; la expansión presenta cuatro nuevos mapas en la Batalla de Verdun y la Segunda Batalla del Marne; "Fort de Vaux", "Soissons", "Brecha" y "Colinas de Verdún". They Shall Not Pass trae nuevas armas, incluyendo los Ribeyrolles 1918, RSC 1917, Lebel Modelo 1886, Chauchat, Sjögren Inertial y Mle 1903 extendido. Se agregaron como nuevos vehículos el Saint-Chamond y el "tanque superpesado de clase gigante" Char 2C, así como la nueva clase de élite orientada al combate cuerpo a cuerpo "Trench Raider". Dos mapas adicionales llamados "Noches de Nivelle" y "Toma de Tahure", ambos ambientados durante y después de la Batalla de La Malmaison de la Ofensiva de Nivelle, se incluyen como parte de la expansión y se lanzaron en el verano de 2017.

### In the Name of the Tsar
En abril de 2017, DICE lanzó las primeras imágenes del DLC In the Name of the Tsar. Este DLC fue confirmado durante el EA Play 2017, donde también se mostró una breve cantidad de imágenes. In the Name of the Tsar se centra en el Imperio ruso durante la Gran Guerra. La clase Scout para la facción rusa se presenta como una soldado que representa al Batallón de mujeres. Cuatro mapas en la expansión siguen en el Frente Oriental; el "Paso Lupkow", "Galitzia", "Ofensiva Brusílov" y "Albion", mientras que otros dos mapas se establecen en la Guerra Civil Rusa entre la Guardia Blanca y el Ejército Rojo; "Tsaritsyn" y "río Volga". También introdujo once nuevas armas para el juego; la Modelo 1900, Avtomat Fiódorova, Parabellum MG14/17, Mosin-Nagant M91, Nagant M1895, SMG 08/18, Fusil General Liu, Perino Modelo 1908, Vetterli-Vitali M1870/87, pistola Obrez (fusil Mosin-Nagant recortado) y Carabina C93. In the Name of the Tsar también presenta una nueva arma para las tropas a caballo, llamada Lanza de Caballería. El bombardero Ilya-Muromets, el automóvil blindado pesado Putilov-Garford y el lanchón ligero de desembarco Clase Y se incluyen como nuevos vehículos para el juego. La expansión se lanzó el 5 de septiembre de 2017 para Premium Pass, mientras que el lanzamiento mundial fue dos semanas después. La sueca Vendela Lindblom, Playmate del mes de enero de 2019 en Playboy, aparece en la portada de la expansión como una soldado rusa.

### Turning Tides
El DLC Turning Tides se centra en aspectos del combate naval y anfibio durante la Primera Guerra Mundial. DICE lanzó la primera mitad de la expansión a poseedores del Premium Pass el 11 de diciembre de 2017, que contiene dos mapas que se establecen durante la campaña de Gallipoli llamada "Achi Baba" y "Cabo Helles". Aunque se lanzó parcialmente, esta expansión agrega seis nuevas armas al juego, incluyendo el Farquhar-Hill, la ametralladora M1917, la carabina Carcano M91, el Arisaka 38, la carabina de trinchera M1917 y la Maschinenpistole M1912/P.16. Viene con la nueva clase elite "Infiltrator", que está equipada con un dispositivo de baliza de "spawn heliograph", una bengala de señalización y el lanzagranadas Martini-Henry. Turning Tides también recupera el modo de juego Asalto a la Conquista de las entregas anteriores de Battlefield. El Destructor Clase L fue presentado como un nuevo vehículo naval en el DLC. Para la segunda mitad de la expansión lanzada en enero de 2018, Turning Tides trajo una nueva ubicación de la guerra naval en el Mar del Norte de la Gran Guerra. Se agregaron dos nuevos mapas con "Bahía Heligoland" y "Zeebrugge", junto con los Royal Marines británicos como una nueva facción para luchar contra el ejército alemán. Esta última mitad del lanzamiento presentaba la aeronave clase C como un nuevo vehículo aéreo.

### Apocalypse
Es la cuarta expansión del juego, que se lanzó el 20 de febrero de 2018, para los usuarios del Premium Pass. Apocalypse añade cinco nuevos mapas multijugador. El infierno sanguinario y pantanoso de "Passchendaele" y el choque austro-italiano de "Caporetto", así como los campos de "Río Somme", en el que el juego reproduce los devastadores ataques de la artillería. Por último, la expansión añade dos mapas exclusivamente diseñados para el combate aéreo: "Londres al habla" y "Al filo de la navaja". Incluye nuevas armas de fuego Chauchat-Ribeyrolles 1918, el fusil Howell, IMG 08/18, el fusil Ross, el fusil Enfield M1917 y el revolver MkVI, y tres armas cuerpo a cuerpo: machete de carnicero, botella rota y una palanca. En el mapa "Caporetto", se pueden pilotar dos nuevos bombarderos: el Hansa Brandenburg GI y el Airco DH.10. Además, la expansión añade al juego nuevos rangos, misiones de servicio, especializaciones y chapas así como multitud de desafíos que afrontar en el campo de batalla. La actualización de la expansión introdujo graves problemas de rendimiento en las partidas multijugador, sobre todo en su versión de consolas. Los fallos introducidos con la actualización fueron solventados mediante un parche lanzado la semana siguiente al lanzamiento de la expansión.

## Desarrollo
De acuerdo con el diseñador de juegos Daniel Berlin, el equipo escogió la Primera Guerra Mundial como el escenario del juego ya que creían que las armas y dispositivos presentados en ese período de tiempo se adaptan a los jugadores con diferentes estilos de juego. El juego se llamó Battlefield 1, ya que el equipo consideró la Primera Guerra Mundial "el amanecer de la guerra total". Las armas cuerpo a cuerpo fueron reelaboradas para introducir más profundidad en el sistema. Según el director creativo Lars Gustavsson, el escenario era un concepto durante mucho tiempo, y había sido el "sueño" de que el equipo creara un juego basado en ese período. Según Berlin, la jugabilidad era el aspecto más importante cuando estaban desarrollando el juego, y prometió que no se ralentizaría debido a la configuración histórica del juego. La historia del juego es contada a través de múltiples protagonistas, y explora las historias de héroes de guerra desconocidos. Patrick Söderlund, un ejecutivo de Electronic Arts, originalmente rechazó la idea de tener un Videojuego de disparos en primera persona de la Primera Guerra Mundial, ya que pensaba que no sería divertido jugar. Más tarde aceptó el lanzamiento tras ser convencido por una demo creada por DICE. Aleksander Grøndal, Productor Senior de DICE, preparó su propia investigación sobre la guerra mirando referencias visuales. Él favoreció las imágenes coloreadas de la guerra en un intento de visualizar lo que los soldados vivieron a través. "Quería ver las imágenes y quería imaginar cómo se verían con una lente móvil", expresó Grøndal cuando se entrevistó. "Yo quería comenzar con todas las imágenes e imaginar ese metraje en nuestro juego con una toma moderna". Él específicamente favoreció Apocalipsis: la Primera Guerra Mundial, un documental francés coloreado de 2014, y La Primera Guerra Mundial en color por Charles Messenger, un libro de 2004 de fotografías coloridas de tiempos de guerra. Grøndal prefirió el material coloreado como él sentía, "Es bastante interesante y te chupa porque se siente mucho más cerca cuando ves todo en color". A pesar de su inclinación personal por las imágenes coloreadas, su auto-atribuida "gran inspiración" fue Blueprint for Armageddon, un documental de audio de seis partes de Dan Carlin para la serie de podcast Hardcore History de este último.
En junio de 2015, DICE reveló que estaban trabajando en un juego sin previo aviso. En enero de 2016, EA anunció que Titanfall 2, Mass Effect: Andromeda y un videojuego sin previo aviso establecido en el universo de Battlefield serían lanzados antes del final del año fiscal de la compañía. Tanto el título, la fecha de lanzamiento del juego y la trama del juego se filtraron antes del anuncio oficial el 6 de mayo de 2016. El juego fue presentado oficialmente en ese día a través de una transmisión en directo en Twitch, mostrando un tráiler revelador del juego con un remix de The White Stripes "Seven Nation Army" de The Glitch Mob. La «Edición Coleccionista» del juego incluye elementos como una estatua de un Harlem Hell Fighter, un código para un contenido descargable no anunciado (DLC) y una caja de acero. Los bonos de reserva incluyen el acceso temprano a un mapa DLC llamado la Sombra del Gigante que tiene lugar en la Batalla de la Selle, y el Pack de Harlem Hellfighters. La «Edición de Lujo» incluye los bonos de reserva, así como tres días de acceso temprano al juego, el Pack Barón Rojo, el Pack Lawrence de Arabia y cinco Battlepacks. Battlefield 1 fue lanzado mundialmente el 21 de octubre de 2016 para Microsoft Windows, PlayStation 4 y Xbox One.
La beta abierta de Battlefield 1 quedó disponible el 31 de agosto de 2016 para Microsoft Windows, PlayStation 4 y Xbox One. Terminó el 8 de septiembre de 2016. La beta abierta permitió que el equipo se asegurara de que los principales errores técnicos, glitches y congelaciones pudieran ser reparadas antes del lanzamiento oficial del juego. Participaron en la beta 13.2 millones de jugadores.

## Recepción

### Prelanzamiento
El juego recibió una respuesta positiva de la comunidad tras su anuncio oficial. A partir del 2 de julio de 2016, el tráiler de Battlefield 1 fue el tráiler con más votos positivos en YouTube, con más de 2 millones de «me gusta». Electronic Arts esperaba que el juego vendiese al menos 14 millones de unidades en su primer año de lanzamiento. Escribiendo para Wired, Jake Muncy se sintió preocupado de que el juego no fuese capaz de reflejar las complejas situaciones de la Primera Guerra Mundial, y pensó que la guerra podría no ser el escenario ideal para un videojuego. En cambio, Robert Rath de Zam reflexionó sobre los mismos temas, y señaló que la Primera Guerra Mundial fue olvidada en gran medida en la cultura popular debido a su incapacidad para inspirar pasión o interés; Rath sugirió que Battlefield 1 podría rejuvenecer el interés popular en la guerra. En The Guardian, Alex Hern criticó lo que percibió como la hipocresía de quienes objetan a una representación de videojuego de la Primera Guerra Mundial, escribiendo: "Preguntar si la Primera Guerra Mundial es un tema apropiado para un tirador en primera persona puede revelar una pregunta más apremiante: ¿por qué creemos que cualquier guerra lo es?".

### Poslanzamiento
Battlefield 1 ha recibido críticas extremadamente positivas según Metacritic, un agregador de reseñas.
Los revisores elogiaron la configuración única y refrescante del juego, así como el riesgo que DICE tuvo al desarrollar un juego temático de la Primera Guerra Mundial. El componente multijugador fue elogiado por su mecánica sólida, las nuevas operaciones en modo de juego, la banda sonora y los mapas, entre muchas otras cosas. Aunque se elogió la campaña para un solo jugador por su diseño de historia y nivel, no obstante se criticó por ser demasiado corta. PC World también criticó que las seis campañas tengan lugar desde el punto de vista de las Potencias Aliadas y que el punto de vista de los Potencias Centrales esté ausente.
En su análisis del juego, Meristation explicó que "Battlefield 1 sabe mantener las bases de lo que hemos visto en su fórmula en los últimos años y encajarlo, a la vez, en un atractivo emplazamiento como es el de la Primera Guerra Mundial. Es un juego que propone un tipo de multijugador diferente, donde su gran virtud radica otra vez en el clásico modo Conquista para hasta 64 jugadores", consideró que el modo Operaciones será "de los más disfrutados de la saga", pero reconoció que el modo campaña era algo corto. Acabó por concluir que "Battlefield 1 es una entrega a tener muy en cuenta que además sabe aprovechar el atractivo de romper con varios años dominados por la Guerra Moderna y las batallas de corte más futuristas". Por su parte, Hobby Consolas declaró que "Battlefield 1 es más conservador con las anteriores entregas de lo que cabría esperar pese a su ambientación en la Primera Guerra Mundial. La campaña se queda muy corta, poco más de 4 horas, pero el multijugador y el apartado técnico son incontestables". Destacó "la brutal ambientación en la Primera Guerra Mundial. El multijugador abierto", pero lamentó una "campaña muy corta, y un sistema de progreso limitado en el multijugador".
IGN ofreció un análisis muy positivo y concluyó que "DICE ha aprendido de sus fallos anteriores y ha escuchado a la comunidad de jugadores, nos trae un multijugador pulido y mejorado, que premia aún más el trabajo en equipo. Los modos de juego junto con la variedad de clases, vehículos y objetos desbloqueables que nos ofrecen hacen que los 9 mapas de salida del juego sean más que suficientes para darnos una experiencia multijugador intensa, atractiva y de larga duración". Eurogamer, por su parte, aseguró que "aún con sus pequeños aspectos mejorables, Battlefield 1 es perfecto para un modo más definido y basado en clases como las Incursiones. Es rápido, táctico, satisfactorio. Perfecto para los influencers, pensarás si eres cínico, pero también perfecto para volver a atraer a los fanes que han acumulado un poco de fatiga respecto a la franquicia".
Battlefield 1 fue el juego minorista más vendido en el Reino Unido en su semana de lanzamiento. Sus ventas semanales de lanzamiento superaron las ventas combinadas de Battlefield 4 y Battlefield Hardline. La versión de PlayStation 4 encabezó las listas de ventas en Japón, vendiendo 113 083 copias en su primera semana. En enero de 2017, la versión de PlayStation 4 había vendido 249 053 copias en Japón.
Battlefield 1 fue el juego más vendido en los Estados Unidos en el mes de su lanzamiento. En octubre de 2016 fue el juego más vendido en PSN. Además fue elegido Mejor Juego de Acción del 2016.

### Premios
| Año  | Premio                                       | Categoría                     | Resultado | Ref.            |
| ---- | -------------------------------------------- | ----------------------------- | --------- | --------------- |
| 2016 | Game Critics Awards 2016                     | Best of Show                  | Nominado  | [ 98 ] [ 99 ]   |
| 2016 | Game Critics Awards 2016                     | Mejor juego de consola        | Nominado  | [ 98 ] [ 99 ]   |
| 2016 | Game Critics Awards 2016                     | Mejor juego de PC             | Nominado  | [ 98 ] [ 99 ]   |
| 2016 | Game Critics Awards 2016                     | Mejor multijugador online     | Nominado  | [ 98 ] [ 99 ]   |
| 2016 | Game Critics Awards 2016                     | Mejor juego de acción         | Ganador   | [ 98 ] [ 99 ]   |
| 2016 | The Game Awards 2016                         | Mejor dirección               | Nominado  | [ 100 ] [ 101 ] |
| 2016 | The Game Awards 2016                         | Mejor música/diseño de sonido | Nominado  | [ 100 ] [ 101 ] |
| 2016 | The Game Awards 2016                         | Mejor multijugador            | Nominado  | [ 100 ] [ 101 ] |
| 2016 | The Game Awards 2016                         | Mejor juego de acción         | Nominado  | [ 100 ] [ 101 ] |
| 2018 | Premios Writers' Guild of Great Britain 2018 | Mejor guion en videojuegos    | Nominado  | [ 102 ]         |